# Мартіньш Ципуліс
Мартіньш Ципуліс (латис. Mārtiņš Cipulis; 29 листопада 1980, м. Цесіс, Латвія) — латвійський хокеїст, лівий/правий нападник. Виступає за «Динамо» (Рига) у Континентальній хокейній лізі.
Виступав за «Металургс» (Лієпая), ХК «Рига 2000», «Призма» (Рига), ХК «Попрад», «Металург» (Жлобин), «Динамо» (Рига), «Амур» (Хабаровськ).
У складі національної збірної Латвії учасник зимових Олімпійських ігор 2006 і 2010, учасник чемпіонатів світу 2005, 2006, 2007, 2008, 2009, 2010 і 2011. У складі молодіжної збірної Латвії учасник чемпіонату світу 2000 (група B).